# 75 mm морско оръдие Кане
75 mm морско оръдие Кане е 75 mm морско, скорострелно, патронно оръдие малък калибър, предназначено за използване на кораби и брегови батареи. Разработено в края на 19 век от френската фирма Forges et Chantiers de la Méditerranée, под ръководството на нейния основател, френския инженер и артилерийски конструктор Густав Кане (на френски: Gustave Canet) и произвеждано по лиценз от Обуховския и Пермския завод (в Санкт Петербург и Перм), което състои на въоръжение във Военноморския флот на Руската империя от 1892 до 1920 г. Всичко са произведени 799 оръдия от този тип (248 в Пермския и 551 в Обуховския завод). Тридесет от тези оръдия, през 1915 г., са преправени на зенитни оръдия система Мелер с ъгъл на възвишение 70°.

## Конструкция
Оръдието се състои от ствол, скрепен от кожух и с добавен пръстен и бутален затвор. Дължината на ствола е 3750 мм, или 50 калибра, дължината на тръбата е 3616 мм, или 48,2 клб., дължината на нарезната част е 2943,5 мм. Оръдието има променлива извивка на нарезите (при дулото 30 клб.). Броят на нарезите е 18, дълбочината им е 0,6 мм, масата на затвора е 25 кг. Масата на ствола със затвора съставлява 879 – 901 кг.
До 1905 г. оръдието има само бронебойни снаряди с маса 4,9 кг, или съдържащи 0,05 кг пироксилин или стоманени тупузи.
От 1905 г. в боекомплекта е включен шрапнел с куршуми с маса 4,91 кг, съдържащи 184 куршума по 10,6 грама.
От 1907 г. боекомплектът е попълнен от фугасни снаряди с маса 4,91 кг, съдържащи 0,52 кг тротил и имащи взривател с моментално действие.

## История на службата
Основното предназначение на 75 mm оръдия Кане първоначално е борбата с миноносците, торпедните канонерки и минните крайцери, за защита на големите кораби от техните торпедни атаки. Според замисъла им тяхната скорострелност трябва да гарантира поразяването на целта. Огънят следва да бъде с бронебойни снаряди по бордовете, въглищните бункери и машинното отделение, за да се извади от строй атакуващия торпеден кораб.
Фугасните снаряди за 75 mm оръдие започват да се произвеждат едва в първото десетилетие на двадесети век. С увеличаване на заплахата от вражеската авиация е създаден зенитен вариант на оръдието с по-голям ъгъл на вертикално насочване.
75/50-мм оръдие серийно се произвежда в Обуховския и Пермския заводи. Обуховският завод, към 1 май 1901 г., предава 234 оръдия. От 1 август 1909 г. до 1 януари 1917 г. – 268 оръдия. През 1917 г. – 19 бр., през 1918-а – 0, през 1919-а – 10 бр., през 1920-а – 10 бр. и през 1921-ва – 10 бр. Пермският завод в периода 1900 – 1907 г. предава около 70 оръдия. След това производството е спряно до 1914 г. В периода 1914 – 1916 г. заводът доставя 103 оръдия, за периода от 1917 до 1920 г. няма данни, през 1920 г. – 30, през 1921 г. – 23, през 1922 г. – 22 оръдия. Впоследствие производството им там е прекратено.
Оръдието активно се използва през руско-японската война като „противоминно“ и спомагателно за артилерията от средния калибър. Също е оръдие от главния калибър на големите ескадрени миноносци и минните крайцери. Опитът от войната показва недостатъчната мощ на 75 mm оръдия, в резултат на което противоминният калибър при новите кораби започва да расте до 120 – 130 mm, есминците на типа „Охотник“ са превъоръжени с 2 102 mm оръдия, а главния калибър на есминците от типа „Новик“ е вече 3 – 4 (при есминците от типа „Изяслав“ 5) 102 mm оръдия.
Тридесет 75-мм оръдия Кане, от 1915 г., са преправени на зенитни оръдия с ъгъл на възвишение 70°. За това е прието решението да се поставят в зенитните оръдия 75/50-мм установки Мелер. Изборът не е случаен, всички останали лафети имат пружинен накатник, който е крайно неудобен за зенитна стрелба. Тялото на оръдието е завъртяно на 180° около своята ос (противооткатните устройства вече се оказват над ствола). Първите преправени зенитни установки са предадени вече през есента на 1914 г. Към юли 1916 г. са поръчани и произведени 80 зенитни установки на лафетите на Мелер с ъгъл на ВН +50°. Впоследствие той е доведен до 70°, а след това и до 75 градуса. В такъв вид 75-мм/50 оръдия Кане „образец 928 г.“ служат в съветския флот даже и в началото на 30-те години. От тях 40 са изпратени в Балтийския флот, 19 в Черноморския флот, а 12 установки са предадени на Сухопътното ведомству. По своите балистични характеристики 75/50-мм зенитно оръдие превъзхожда 76-мм оръдие Лендер.
Впоследствие 75 mm оръдие Кане се използва като зенитно (30 оръдия в армията, известно количество в зенитния вариант на кораби), а също и на мобилизирани кораби (стражеви, миночистачи, канонерки), противодесантни и противокатерни брегови батареи. Към 22 юни 1941 г. на въоръжение във флота все още има 69 оръдия 75/50 система Кане (БФ – 6 оръдия, ЧФ – 22 оръдия, СФ – 2 оръдия, ТОФ – 5 оръдия), те основно влизат в състава на бреговите батареи. На някои от корабите на ВМФ на СССР, (основно на мобилизираните през ВОВ), има такива оръдия. Във Финландия тези оръдия състоят на въоръжение на брегови батареи до средата на 20 век.

## Музейни експонати
- Музеен комплекс УГМК, гр. Верхняя Пышма, Свердловска област.